# Strobilanthes pentandra
Strobilanthes pentandra är en akantusväxtart som beskrevs av John Richard Ironside Wood. Strobilanthes pentandra ingår i släktet Strobilanthes och familjen akantusväxter. Inga underarter finns listade i Catalogue of Life.